# Péter Bacsó

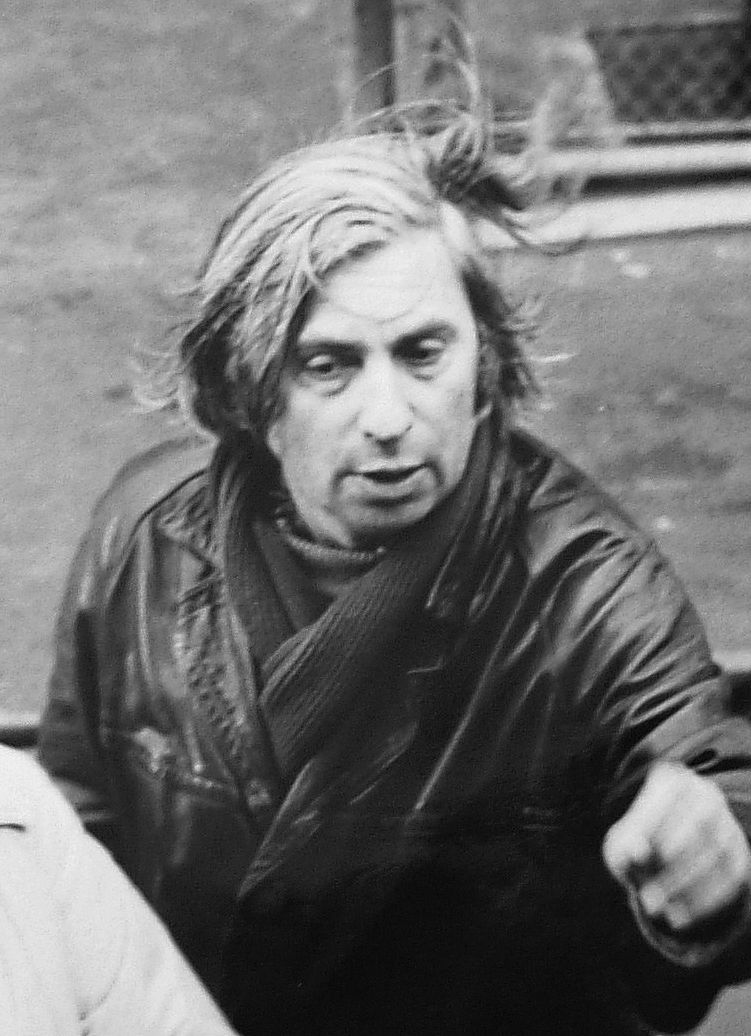
Péter Bacsó (1973)

Péter Bacsó (* 6. Januar 1928 in Košice; † 11. März 2009 in Budapest) war ein ungarischer Filmregisseur und Drehbuchautor.

## Werdegang
Nach dem Abitur wollte Bacsó zunächst Schauspieler und später Theaterregisseur werden. Er entschloss sich jedoch für die Filmproduktion. Sein erster Job beim Film war als Assistent in Géza von Radványis Film Irgendwo in Europa (Valahol Európában), als er 19 Jahre alt war. Er arbeitete daneben als Drehbuchredakteur und Drehbuchautor. 1950 schloss er sein Studium an der Hochschule für Theater- und Filmkunst (Színház- és Filmművészeti Főiskola) in Budapest ab.
In den 1950er Jahren war er ein erfolgreicher Drehbuchautor, bevor er sich in den 1960er Jahren der Regie zuwendete. 1963 drehte er seinen ersten Spielfilm, „Nyáron egyszerű“. 1969 drehte er seinen berühmtesten Film, Der Zeuge (A tanú), der jedoch zu dieser Zeit aus politischen Gründen nicht gezeigt werden durfte und deshalb erst 1979 veröffentlicht wurde. Der Film wurde in Ungarn zum Kultklassiker. Es ist eine politische Satire über das kommunistische Regime der frühen 1950er Jahre.
Bacsó drehte später weiterhin hauptsächlich politische und satirische Filme für ein breiteres Publikum. Er drehte verschiedene Genrefilme und versuchte sich an Musicals, Komödien usw. Er setzte das Filmemachen bis in seine späteren Jahre fort, doch seine letzten beiden Filme wurden von Kritikern und der Öffentlichkeit gleichermaßen als schlecht geschriebene und qualitativ minderwertige Werke abgetan. Sein 2001er Film Hamvadó cigarettavég (Schwelende Zigarette) war eine Biografie der ungarischen Schauspielerin und Sängerin Katalin Karády. Sein Film Majdnem szűz aus dem Jahr 2008 wurde auf dem 30. Internationalen Filmfestival von Moskau gezeigt.

## Filmografie (Auswahl)

### Als Drehbuchautor
- 1949: Frau Szabo (Szabóné), Regie: Félix Máriássy
- 1958: Schuldig? (Édes Anna), Regie: Zoltán Fábri
- 1959: Zu Fuß in den Himmel (Gyalog a mennyországba), Regie: Imre Fehér
- 1960: Attentat im Morgengrauen (Merénylet), Regie: Zoltán Várkonyi
- 1960: Oh, diese Untermieter (Füre lépni szabad), Regie: Károly Makk
- 1961: K.u.K. Militärmusik (Katonazene), Regie: Endre Márton
- 1961: Zwei Halbzeiten in der Hölle (Két félidő a pokolban), Regie: Zoltán Fábri
- 1971: Liebe (Szerelem), Regie: Károly Makk
- 1977: Eine sehr moralische Nacht (Egy erkölcsös éjszaka), Regie: Károly Makk
- 1987: Titanien oder Die Nacht der Doppelgänger

### Als Regisseur
Bei den meisten Filmen hat Péter Bacsó auch das Drehbuch geschrieben bzw. daran mitgearbeitet.
- 1969/79: Der Zeuge (A tanú)
- 1971: Der Ausbruch (Kitörés)
- 1972: Gegenwart (Jelenidő)
- 1973: Der dritte Anlauf (Harmadik nekifutás)
- 1974: Kampflustige Mädchen (Szikrázó lányok)
- 1975: Laß meinen Bart los! (Ereszd el a szakállamat!)
- 1976: Klavier in der Luft (Zongora a levegőben)
- 1977: Schreckschuß ( Riasztólövés)
- 1979: Stromausfall (Áramütés)
- 1980: Wer spricht denn hier von Liebe? (Ki beszél itt szerelemről?!)
- 1980: Der Mann, der sich in Luft auflöste
- 1984: Du lumpiges Leben (Te rongyos élet)
- 1985: Wie spät ist es, Herr Wecker? (Hány az óra, Vekker úr?)
- 1988: Titanien oder Die Nacht der Doppelgänger (Titánia, Titánia, avagy a dublőrök éjszakája)
- 2001: Hamvadó cigarettavég
- 2008: Majdnem szűz